# Luis-Mary
Luis-Mary （ルイ・マリー）は、日本のヴィジュアル系ロックバンド。1989年に大阪府で結成され、インディーズ時代はFOLK SONG RECORDSからCDをリリースした後、1991年に日本クラウンからメジャーデビューをした。

## 概要

### インディーズ時代
大阪スクールオブミュージック専門学校総合音楽科に籍を置いていた山下と丸山を中心に結成され、後に西川と有田が加入。インディーズ時代はライブ活動を中心としていた。やがて、ライブハウスのオーナーの提案によりインディーズでCDをリリース。発売後、日本クラウンからメジャーデビューの声がかかった。

### メジャーデビューから解散まで
上京後、東京でのスケジュール管理のため、当時BUCK-TICKが所属していた音楽プロダクションV・シェイクハンドに所属。ファン層拡大のためファンクラブ『Luis-Mary OFFICIAL FAN CLUB XTRA ISSUE』を発足し、会報も作られた。
日本クラウンはCDを出し続ければ絶対に売れるに違いないと、かなりのバックアップ体制でLuis-Maryをプッシュしたが、リリースしたCDは売れず、最終的に西川が自身とバンドとの音楽性の違いを主張し、解散を決意。1993年3月16日の宇都宮HELPでのライブをもって解散した。
事前に解散発表は無く、ライブ後にロッキンf等に解散記事が掲載されるに留まった。なお、他のメンバーとしては、解散は不本意であったという。　

### その後の活動とメンバーの現状
- HAINEこと西川はソロプロジェクトであるT.M.Revolutionなどで活動中。
  - また、西川がT.M.Revolutionとしてデビューした後、日本クラウンからLuis-Maryのベスト盤のアルバム・VHSがリリースされている。
西川は「お前の脱退のためにバンドを解散したのだから責任を取って残れ」と言われ、T.M.Revolutionとしてデビューするまで事務所に残り、給料も出ていた。
- Zyenoこと山下善次は現在ツグティに改名し、愛＄ラブチャンネル（アイドルラブチャンネル）のギタリストとして活動中。

## メンバー
- 灰猫(HAINE)

(西川貴教)・ボーカル、1970年9月19日生まれ、滋賀県野洲市出身
- Zyeno

(山下善次) ・ギター、1971年1月4日生まれ、千葉県出身
- 紫苑(Shien)

(丸山武久)・ベース、1972年8月25日生まれ、大阪府出身
- KEN

(有田賢)・ドラム、1970年4月13日生まれ、千葉県出身

## ディスコグラフィ

### シングル
|     | 発売日         | タイトル               | 最高位 | 備考                     |
| --- | -------------- | ---------------------- | ------ | ------------------------ |
| 1st | 1991年1月23日  | Lainy Blue             | 圏外   | インディーズ、1000枚限定 |
| 2nd | 1991年11月21日 | RAINY BLUE             | 圏外   |                          |
| 3rd | 1992年3月10日  | WHiSPER (in your eyes) | 圏外   |                          |
| 4th | 1992年10月21日 | DRIVE ME MAD           | 圏外   |                          |

### アルバム
|     | 発売日        | タイトル           | 最高位 | 備考         |
| --- | ------------- | ------------------ | ------ | ------------ |
| 1st | 1991年6月20日 | ESCAPE〜鏡の中で〜 | 圏外   | インディーズ |
| 2nd | 1991年7月21日 | DAMAGE             | 95位   |              |
| 3rd | 1992年3月16日 | 砂漠の雨           | 46位   |              |
| 4th | 1993年3月5日  | RUSH               | 圏外   |              |

### ベストアルバム
|     | 発売日         | タイトル            | 最高位 | 備考 |
| --- | -------------- | ------------------- | ------ | ---- |
| 1st | 1993年7月21日  | Best Collection     | 圏外   |      |
| 2nd | 1997年9月26日  | PERFECT SELECTION   | 70位   |      |
| 3rd | 1997年12月17日 | PERFECT SELECTION.2 | 圏外   |      |
| 3rd | 1998年3月18日  | PERFECT SELECTION.3 | 圏外   |      |

### VHS
|     | 発売日         | タイトル            |
| --- | -------------- | ------------------- |
| 1st | 1991年12月16日 | Imperfect Crime     |
| 2nd | 1998年5月21日  | PERFECT SELECTION.4 |